# 現象学
現象学（げんしょうがく、独: Phänomenologie〈フェノメノロギー〉）は、哲学的学問およびそれに付随する方法論を意味する。

## 概要
「現象学」という用語は、哲学史上、18世紀のドイツの哲学者ヨハン・ハインリッヒ・ランベルトの著書『新オルガノン』に遡ることができるとされる。「現象学」が指し示す概念は、哲学者によって大きく異なる。また、エトムント・フッサールのように、1人の哲学者においても、その活動時期によって、概念が変遷している例もある。下記に代表的な3つの「現象学」の概要を記す。
1. ゲオルク・ヴィルヘルム・フリードリヒ・ヘーゲル (1770 - 1831) が1807年に出版した著作『精神現象学』(Phänomenologie des Geistes) の中で、「現象学」は主観的意識から現象の背後にある絶対精神を把握する哲学の手引きとして示される。弁証法的現象学と呼ばれることがある。
2. 19世紀末、心理学主義・生物学主義が興隆するヨーロッパ思想界を背景に、諸科学（数学・物理学）の基礎づけを行うことを目標にして、フッサール (1859 - 1938) が提唱した、学問およびそれに付随する方法論を超越論的現象学 (独: transzendentale Phänomenologie) と呼ぶ。超越論的現象学では、認識論的批判に無関心な、存在（＝「超越」）を自明なものとして捉える「自然的態度」を保留にした状態で、存在と「意識」との関係及び、それぞれの意味が志向性から反省的に問われる。なお、後期フッサール（1920年代以後）においては更なる深化を遂げ、前-意識的な領域（現象が現象として成立する地平）を問う発生的現象学（独: genetische Phänomenologie) が唱えられる。
3. マルティン・ハイデガー (1889 - 1976) において、超越論的現象学は批判的に摂取され、「存在者」の「存在」を存在の明るみに出す、解釈学的な方法として用いられる。ハイデガーの現象学は、解釈学的現象学と呼ばれることがある。

本項では、「解釈学」と共に現代ドイツ・フランス哲学の二大潮流を形成し、ハイデガー、ジャン＝ポール・サルトル、モーリス・メルロ＝ポンティ、エマニュエル・レヴィナス、ミシェル・アンリ、ジャック・デリダらに批判的に継承された「現象学」（上記2・3項）について述べる。ヘーゲルの精神現象学については精神現象学を参照。

## フッサールの現象学
フッサールの目標は、「事象そのものへ」(Zu den Sachen selbst!) という研究格率に端的に表明されている。つまり、いかなる先入観、形而上学的独断にも囚われずに存在者に接近し、諸学を基礎づける根源的な厳密学としての哲学を樹立する方法をフッサールは求めた。その過程で、フッサールの「現象学」の概念も修正されていった。下記においては、フッサールの現象学における主要な概念を、その通時的な深化とともに叙述する。

### 時代背景とその成立
19世紀末のヨーロッパにおいては、実証科学の興隆のもと、数学・論理学の領域で、心理学主義・生物学主義的な、心理的現象から論理を基礎づけようとする思想が席巻していた。心理学主義とは、あらゆる学問の基礎を心理的な過程に基づけようとする試みである。数学の研究から出発したフッサールの関心も、はじめは心理学から、当時の数学界において論争となっていた数学基礎論を心理学的に基礎づけようとするものであった。この考えのもと、フッサールはブレンターノの記述心理学の立場から数学の特に算術の解明を目指した『算術の哲学――心理学的、論理学的諸研究』を1891年に出版した。
しかし、この著作は数理哲学者G.フレーゲなどのきびしい批判を受けることとなった。その批判とは、もし数学や論理学などの客観的なものが主観的な心的表象に還元されてしまうならば、いかにして学問の客観性を保つことができるのか、というものであった。この批判を受けて、またフッサール自身このような心理学主義の原理的困難に逢着し、「論理学の本質についての、特に認識作用の主観性と認識内容の客観性との相互関係についての一般的な批判的反省」へと、すなわち現象学へと進んでゆくことになった。
フッサールは、大学で約2年間師事したフランツ・ブレンターノの「志向性」(独: Intentionalität) の概念を継承した。ブレンターノにおいて、「志向性」とは意識が必ず相関者（対象）を指し示すこと、言い換えると意識とは例外なく「何かについての」意識であることを意味する。ブレンターノ自身は、志向性の概念を心理作用の分類に用いただけであったが、フッサールは、「意識はつねになにものかについての意識である」という命題に端的にあらわされている、意識と相関者（対象）が常に相関関係にあるという志向性の特徴に着目し、この相関関係における対象の実在を留保することで、志向性の概念を認識論的に発展させていった。また、現象学的還元との関係において、意識体験のうちにふくまれるものを内在（独：Immanenz）、ふくまれないものを超越（独：Transzendenz）と呼び、この対概念によって純粋意識としての志向性の構造をあきらかにしようとした。さらに、後述するように、フッサールの志向性は意識と理性への超越論的な考察のもとに、より豊かで動態的な志向的能作の概念として捉えなおされてゆくことになる。

### 本質主義／直観主義
フッサールの現象学の原理的特徴として、本質主義と直観主義が指摘される。
フッサールにおける本質主義は、事実的な経験や体験に対して、本質や理念（イデア）、また形相（エイドス）などに優位を置く考えのことであるが、これは諸学の基礎づけという現象学の厳密学としての目的に起因している。数学や論理学などを、主観的かつ経験的なものへと還元しようとする心理学主義や生物学主義に対して、フッサールはむしろそのような学が、そしてまたあらゆる学が、その厳密性の条件としてイデア的な論理法則の存在を必要としていることを指摘し、これらの究極的な規則がもし存在しないのであれば、厳密学はおろかわれわれの認識の妥当性をたもつものはなにもなくなってしまい、相対主義や懐疑主義に陥ってしまうことへ注意をうながした。さらには、そのような相対主義的な考えが妥当性をたもつためには、みずからが主張している相対主義的な考え自体を否定しなければならない逆説をフッサールは指摘した。そして、意識をその具体的な相関者との関係ではなく、意識とその相関者との相関関係自体、すなわち志向性という本質的なありかたにおいて捉えようとするところにもまた、現象学の本質主義的な性質があらわれている。しかし、フッサールは論理法則や思考の規則のイデア的な本質の存在を認めるという点ではたしかにボルツァーノやフレーゲと同じく論理学的イデア主義の立場にあるが、それらのイデアの素朴な実体化を避けるという点では、プラトン的実念論ではない。さらに発生的現象学にいたって、本質の地平性とその受動的な構成が問われることとなり、ここにフッサール以降の現象学が展開していった事実性の現象学の萌芽がみられる。
もうひとつの特徴である直観主義は、直観（独：Anschauung）によって現象をあるがままに捉え、その本質を認識しようとする現象学の方法的態度のことである。この態度は、フッサールの研究格率である「事象そのものへ」に表明されている、一切の理論的先入見を捨て去り事象そのものへの還帰を目指すという現象学の本質的な特徴をあらわすものでもある。それゆえ現象学は、およそあらゆる理論からの演繹的展開を拒み、記述と分析という帰納的な態度をとることになる。フッサールの現象学がいくたびかの深刻な転回を経るのも、この帰納的かつ根源的な態度によって、みずからの仕事への現象学的反省を強いられたからである。その点で、直観はフッサールにおける現象学のもっとも枢要な概念ということができる。上記のように本質は学の成立のためには必要不可欠な存在であるが、その本質はいかにして認識しうるか、という認識作用の主観性と認識内容の客観性への問いが、この現象学的直観というもっとも根源的な認識方法への還帰を必要としたといえる。フッサールもいうように「すべての原的に与える働きをする直観こそは、認識の正当性の源泉である」ので、直観とは、ただの感覚や感性的直観のことではなく、対象それ自体が現に意識に与えられ、充実された志向のことである。フッサールにおいては意味とは形相的あるいは理念的なものであるが、この意味にのみ関わり、対象への関係が実現されていない意識の働きのことを空虚な意味志向や空虚な意味作用などと呼ぶ。この空虚な志向を充実してくれるのが対象の直観であり、単なる思念としての対象への関係が対象の直観と同一化されることによって顕示化されることであるが、そのことがまた、意味志向が基づけられるという表現によってあらわされることもある。この対象自体がみずからを意識へと与えるありかたのことを自体能与（あるいは自体所与）といい、自体能与を志向性においてとらえて明証（独：Evidenz）ともいわれる。明証にはさまざまな程度があり、それに応じて必当然的や十全的などの分類がなされるが、本質的には「存在するものとその様態とについての経験」であり、程度はさまざまであれすべての経験が明証性を持っているということができる。
たとえば眼前に林檎をありありと想像するような志向と、現にいま眼前に林檎を知覚している充実された志向では、その林檎という対象へと向かう志向の充実の度合いにおいて、後者のほうが明証的である。しかしもちろんこれは林檎という対象への志向が、知覚という直観によって充実されたということであり、眼前にある林檎という超越的なものの現実的な存在をそのまま証明するものではない。つまりこの現にいま与えられた感覚与件が、志向性において意味把握的に統握され活性化され、そのかぎりでこの林檎という対象が与えられた。そして、この志向された対象が対象そのものとして現在的かつ直接に意識へあらわれることこそが、対象の明証的な自体能与である。だがこのような明証的な知覚も、その対象すべてがありありと十全的にあらわれているわけではなく、いまだ知覚されていない部分を持っている点や、想起や想像などの準現在的な直観と関係している点において、完全に明証的といえるわけではない。もし対象の現実的な存在の証拠である十全的かつ完全な明証が与えられるとすれば、それは内在的な直観によるものであり、外的知覚つまり超越的な直観によってそれが与えられることはなく、超越的な対象の現実的な存在の定立はその可能性が他の可能性に比して高い場合になされるという蓋然的なものにとどまる。
しかしまた、われわれの認識の妥当性は根源的には明証を与える直観によってしかたしかめることができず、それゆえに明証的直観こそが「一切の諸原理の原理」といわれ、その明証性の妥当性すらも、反省的な明証的直観によって誤りを正していくことでしか証明することができない。そして、現象学の深化とともに、この明証や直観という概念、つまり理性の視作用そのものが、フッサールにとって主題的に解明されるべきものとなっていく。この理性の究明こそが発生的現象学であり、そこでは直観の直接性よりも地平の媒介性が優位を占めるようになっていく。このようにフッサールは単なる直観主義から脱却していくが、それでもなおフッサールは直観と反省という現象学の立場を堅持し、そこには事象そのものをありのままに捉えようとする現象学の本質的な志向がみられる。また、明証は真理と相関的な概念であるが、イデアの素朴な実体化を避ける現象学は真理それ自体を一挙に手に入れることはできず、ただ直観によって近づいていくことしかできないとされる。しかし、十分に明証的な直観はどれほど反復されても不変であるからこそ、フッサールによって「真理の体験」とも呼ばれる。
また、フッサールとその現象学の本質主義（本質と事実の関係）については、フッサール以降の現象学の展開において、さまざまな議論や立場が生まれている。ハイデガーは存在を本質存在と事実存在のふたつに分かつことから西洋の存在論、そして形而上学が始まったとしており、このふたつが分かたれる以前の始原の存在へと近づくことが必要である、と説いている。メルロ＝ポンティは、われわれの事実性を認識しまた克服するための相対化に本質性の領野が必要とされ、本質は目的ではなく手段である、と述べている。

### 現象学的還元
上述のように、学を基礎づけるためには真理や本質の認識が必要であり、その認識は明証的な直観によってしかなされえないが、では学を基礎づけることが可能な絶対的な明証とはどんなものか、という問いが生まれる。この問いがいかなるものかを知るためには、まず明証を、そしてさらにその明証を生みだす志向性としての意識のありかたを突き止めなければならない。つまり、対象を対象として構成する志向的意識の体系的解明という超越論的な課題があらわれてくる。さらに『論理学研究』ののち、時間意識の研究とともに深まった志向的意識の自己構成についての絶対的主観性の究明という動機もあり、現象学的還元（独：phänomenologische Reduktion）によって自然的態度を離れ、意識の志向性そのもへと視線を向けることが求められてくる。ここにおいて現象学は、『論理学研究』の時代にはまだ払拭されきっていなかった記述心理学的な要素を捨象し、理性そのものの批判的考察へと、すなわち超越論的現象学へと深化されていく。
日常的に、自然的態度において私たちは、自分の存在、世界の存在を疑ったりはしない。私たちは、自分が「存在する」ことを知っているし、私の周りの世界もそこに存在していることを疑わない。フッサールはこの自然的態度の根本的特徴を、自明的な世界の一般定立として批判する。そして、意識の志向性を捉えるためにはあえてこの現象学的還元という反自然的な反省を行い、すでに定立され実在していると考えられている世界の意味の構成的起源である超越論的主観性を発見しなければならない。以下に挙げたものは、意識が対象へと素朴に向かっている遂行態としての自然的態度の特徴として、フッサールが示したものである。
1. 認識の対象の意味と存在を習慣的に自明とみなしていること
2. 世界の存在の不断の確信と世界関心の枠組みを、暗黙の前提としていること
3. 世界関心への没入による、意識の本来的機能である理性の自己忘却

このような態度の下では、人間は自らを「世界の中のひとつの存在者」として認識するにとどまり、世界と存在者自体の意味や起源を問題とすることができない。科学的な方法に依拠する自然主義的態度などもまた、すでに前提された対象を一定の方法的視点から規定しようとするものであり、あらためて対象とその構成を問うものではないという点において、自然的態度の圏域にとどまる。このような問題を扱うために、フッサールは世界関心を抑制し、対象に関するすべての自然的態度に依拠した判断や理論を中止する（このような現象学的態度をエポケーや判断停止といい、また譬喩的に「括弧に入れる」などともいわれる）ことで意識を機能しているがままの相において取り出す方法を提唱した。
しかし、このような態度の変更は原理的に可能であるのか、という問いがここで生じてくる。あるひとつの対象の定立を遮断したり、あるいは中止したりすることは可能であろうが、自然的態度における一般定立とは世界そのものの定立であり、われわれが日常において疑うことのないものであるから、そのようなものがはたして疑いえるのかという問いが提出される。このような問いに答えるため、フッサールはここでデカルトの普遍的な懐疑という方法を部分的に採用する。すなわち、不可疑的なものを発見するためにデカルトが行った普遍的懐疑から、可疑的な定立の否定という要素を捨象し、不可疑的な明証の発見という目的のためにこの方法的懐疑を使用するである。それゆえフッサールのエポケーは可疑的なものの定立を中止し、その定立を括弧に入れるが、しかしその定立を否定したり反定立に転化することはない。このように現象学的還元こそが、それ自体として絶対的に不可疑的なものである超越論的主観性の発見の方法である。この超越論的な現象学的還元によってとりだされた超越論的主観性とは、素朴に対象の実在を措定するという作用を遮断されており、それゆえ対象が意識によって構成されていることが自覚されている。であるからこそ、意識の本質的なありかたである志向性という意識と対象の相関関係を解明していくことができる。
しかし、『イデーン』第一巻において示されているこの現象学的還元の方法、いわゆる現象学的還元のデカルト的方途は、世界の存在の可疑性に対して意識の存在の不可疑性を対置し、その絶対的明証性によって純粋意識の領分へと一挙に飛躍してしまうものであった。それゆえ、意識やその志向性への考察が深化していくうちに、フッサールはこのデカルト的方途から離れていき、より現象そのものを捉えている現象学的還元の非デカルト的方途を探っていくこととなる。デカルト的方途では、世界の存在は可疑的なものとして斥けられていたが、現象学的な世界の考察の進展とともに、その世界の存在あるいは非存在こそが現象学的反省によって決定されるべきもので、超越論的主観性としての意識と世界の相関関係の解明をまたずして、世界意識の明証を論ずるべきではないとされていった。このように、現象学的還元の非デカルト的方途において、世界は志向的意識の相関者として現出しつつある世界であり、こういった動態的な志向性の把握が、発生的現象学へと発展していく。

### 超越論的主観性
現象学的還元によって超越論的主観性がとりだされたわけであるが、ここではまずデカルト的方途による還元とそれによってとりだされた超越論的主観性について概観を与え、この還元によって引き起こされると指摘される問題を叙述する。超越論的観念論について指摘された問題の克服については次項の志向性の項目において述べる。
フッサールの超越論的現象学に対する自己了解は、真の存在と認識の働きとの間の諸連関を明らかにし、そして一般に作用と意識と対象との間の相関関係を究明するというものだが、これは超越（意識に対して超越していること）と内在（意識に対して内在していること）の関係をあきらかにすることによって認識一般の究極的基礎づけを果たすという構想であった。ここでいう超越と内在の関係は、「与えられていること」と「存在していること」との関係への考察によって樹立される。客観的世界認識は主観的体験作用によって成立しているが、体験作用そのものにおいては所与されたものと存在するものが分かちがたく結びついており、体験作用こそ認識の確実性と明晰性の点で不可疑的に明証的なものとして与えられている。
先述のように、フッサールはデカルトにならって現象学的還元によりとりだされたこの絶対的なコギトに認識の究極的な源泉を認めた。『イデーン』第一巻ではこの現象学的還元への解釈として、現象学は超越的な物と内在的な体験とをそのありかたにおいて究明し、物や体験の存在について決定を下す超越論的観念論の立場をとるものとした。この考えでは超越的な物の与えられかたと内在的な体験の与えられかたとの区別から、それぞれの存在領分の区別がみちびかれ、物の与えられかたはつねに射映によって媒介されているとされる。それゆえに物の所与存在は物の存在そのものとは原理的に一致せず、それに対して体験の所与存在は体験の存在そのものとつねに合致していると説かれ、この区別から意識に対する超越と内在の区別もみちびかれるわけである。しかしこのような認識のもとでは超越的なものの存在は決して体験できず、物の領分と心の領分は交わらず互いに閉鎖的なものとなってしまい、それゆえにこういった超越的なものを存在者として認識の対象とみなすことそのものが無意味になってしまう。そこで意識というものは他の存在領域と併存する単なる存在領域のひとつではなく、むしろ射映的に与えられる超越的なものがいかに存在するのかを決定する絶対的な場所とみなさなければならない。
こういった経緯から、フッサールは意識が超越的なものの所与につねに先立つそれ自体として完結した絶対的存在であり、またそれに対して超越的なものの存在は意識に依存する相対的存在である、という結論をみちびきだした。このようにして、所与存在の区別と存在そのものの区別が結合され、志向的相関関係が存在領分の区別とかさなり、存在としての超越的なものが志向性の相関者として把握される対象存在へと転化され、これを構成する純粋意識こそが絶対的存在であるとみなす超越論的観念論の立場が樹立されることとなった。しかしこの超越論的観念論による認識論的意味における超越と形而上学的意味における超越との結合は、さまざまな問題を引き起こすこととなり、シェーラーなどによって形而上学的独断と批判されることとなった。たしかにこのような考えは、あきらかにフッサールが超越的なものの存在領分をはじめから相対的で非自立的なものとして扱おうとしていたことを示しており、そしてまたそれに対して意識が超越的なものの実在の措定あるいは反措定という絶対的な権能を与えられている。そこでは、対象が対象であることと対象が現実に実在していることの違いを明確に規定しないで、対象の存在という概念を曖昧な意味のまま使用していたことが読みとれる。このような両義性はフッサールのもちいる構成の概念などにも見受けられ、「フッサールの現象学の内に含まれる不整合性」として指摘される。
しかし、このような形而上学的独断は必ずしもフッサールの現象学とその還元に必然的な原理的誤謬であったわけではなく、むしろ超越論的現象学とは、内部と外部、内在と超越をどちらか一方に依存する関係として捉えることによって成立するというよりも、内部と外部との相関関係としての志向性の概念に定位し、この志向性の本質である世界の構成的能作としての働きを解明しようとするという点において、超越論的である。それゆえ、たしかに意識は超越的なものの存在や非存在を、志向的体験をとおして決定する場所であるとはいえるが、それがそのまま意識が超越的なものの存在領分の相対化を招くほどに絶対的存在であるということにはつながらない。現象学的還元による対象の定立の中止、また括弧入れとは、一度対象の存在についての判断を留保することであり、そういった超越的なものの存在の可否を先行的に決定するものではない。

### 志向性
超越論的現象学における対象の存在の問題は、理性そのものの批判的な考察を通じて、志向性の解明として展開されることとなる。この志向性としての理性の解明こそ、フッサールの現象学の中心的課題であり、存在問題の先行決定によってではなく、存在問題の留保によってこそ理性と存在がその深層において結びついていることがあきらかとなる。
理性とは、フッサールにおいては明証的な直観、つまり存在するものを自体能与の相においてありのままに視るということをあらわし、先述のように「すべての原的に与える働きをする直観こそは、認識の正当性の源泉である」といわれるが、しかしその視作用だけが理性の働きであるとされているわけではない。このような視る働きのほかに、この視作用によって捉えられた対象が現実にそこに存在すると措定する働きもまた、理性の機能であるとされる。フッサールにおける理性概念は、対象を直接的に視るという契機と現実に存在することを措定するという契機とが分かちがたく結びついており、存在するものが在るということは、その対象が現実に、または真に在るということを意味し、単に思念されたものとしての対象と決して同義ではない。それは対象意味が存在や非存在という述語を持つことであり、相関的には作用が真理や虚偽という述語をともなうことである。
フッサールは『イデーン』第一巻のなかで「現実性および現実性をそれ自ら明示する理性意識」を扱い、真である存在に対応する理性意識にあらためて「明証」の名を与えているが、これは、明証において対象が存在するものとして構成されることをあらわし、存在するものそれ自体を示すところのものとして受けいれるということは、与えられたものをその存在において規定するということにほかならない。それゆえフッサールは『形式論理学と超越論的論理学』のなかで「明証とは、われわれにとって妥当するあらゆる意味の真理と真の存在を構成するものである」といい、また志向性との関係において「明証とは、（対象）それ自身を与える志向的能作のことである。もっと精確に言えば、明証とは《志向性》の、すなわち《何かについての意識》の普遍的な卓越した形態のことであり、この形態においては、志向性によって明証的に意識された対象は、それ自身が把握されたもの、それ自身が見られたもの、意識に即して意識それ自身の側にあるものという仕方で意識されているのである」と述べる。このように明証は自体能与の認識として、経験される対象の存在に関わる意識であり、したがって対象の真理に向かう一切の理性問題に対する決定権を持っている。また、自体能与的でない認識も、それ自体真理への志向を持ち、すべての志向性は明証的な対象への充実を目指すという目的論的構造を有している。志向性と明証性のこの目的論的動態性への思惟が深化していくとともに、フッサールの観念論的自己解釈はあまり目立たなくなる。
このように志向性は本来的に対象をそれ自体において捉えようとし、明証は志向性の一般的特徴をあらわすものであるが、しかしすべての意識が完全な明証を持つわけではない。先述のように対象の自体能与としての働きを直観と呼ぶが、この直観はさまざまな段階を持ち、自体能与のなかでももっとも本源的な直観を根源的明証とみなし、他のそれに比して明証性の低いものをこの本源的直観から転化した派生様態であるとされる。この自体能与の本源的直観のひとつとして、知覚が挙げられる。明証的な本源的所与性を持つものとしては、知覚対象だけではなく、判断事態や論理形式、また数なども挙げられるが、特に知覚は本源的直観の典型としてつねに明証の原型的なありかたとして引きあいにだされている。志向性の充実とは、単なる思念としての対象への関係が、対象の直観と同一化され、確証され、また顕示されることであるが、知覚は対象をその自体性において、つまり顕在的現在性において捉え、この意味での志向性の充実の典型である。そこで知覚を原型とする本源的意識の転化様態を探っていくと、この転化された非本源的意識の様態としては想起や想像といった意識が該当することが判明する。たとえば、昨日眺めた家を想起する場合、そこで意識されているのは昨日知覚した家であり、対象としては同じ家という同一性を保ったまま認識されているが、もはや眼前にありありとした姿の自体能与としては与えられていない。しかし、過去において知覚という本源的意識の様態において認識されたからこそ、それを想起することができ、想起は本源的意識である知覚の転化様態として知覚の根源的明証からみずからの明証を汲みとっている。このように想起や想像は知覚と比してその明証性や本源性の点で劣るが、しかしそれらの志向的意識もやはり直観的表象であり、単なる空虚な思念としての意味志向に比べればそれなりの充実を与える。それはたとえば、三角形という言葉の意味への単なる志向が、ある具体的な三角形の想像によって充実されるようなものである。
知覚に代表される根源的明証は、もはやそれ以上遡ることのできない「究極的に原様態的な臨在」であり、そこからすべての派生的様態にある意識の変様が発生する。そして本源的意識とは逆に、非本源的な転化様態にある意識もまた、おのれのうちに本源的意識を遡示している。この本源的意識の遡示は志向的対象意味のうちに含まれている。そこで、志向的対象意味を「手引き」とすることによって、本源的意識への反省的遡源が可能となってくる。この根源的明証への段階的な転化の思想は、まず第一に、同一の対象について成立するさまざまな意識を統一する紐帯が根源的明証であること、また根源的明証を持つ本源的意識と非根源的明証をしか持たない非本源的意識とは対立または分離するものではなく、ひとつの統一的な関係を形成し相属的体系をつくるものである、という点に成り立っている。また第二に、志向性は単に対象に関する意識であるばかりではなく、意味的に含蓄された意識の仕方についての意識であるということ、換言すれば意識はあるものについての意識であるばかりではなく、潜在的な意識の働き自体への意識でもあるをも示唆している。つまり志向性は、意識と対象との単層的関係をあらわす概念にとどまらず、志向的重層性の構造を持つものとしての意識をもあらわしている。第三に、いかなる意識様態といえども根源的明証への志向的還帰の可能性を持つことが示されている。これらのことに示されているように、現象学的反省はどれほど錯綜した意識のもつれをも解きほぐしていくことができるという可能性をあきらかにしている。志向性の持つこれらの特徴は、やがて意味の持つ潜在的な地平的志向性の反省と、それによる顕在的体験への遡源として発生的現象学において方法論化されていくこととなる。
また、このようにフッサールの志向性と明証への考察をたどることで、現象学的方法としての志向的分析がつぎのような示唆を持つことがあきらかとなる。それは、存在するものの明証的な自体能与を手引きとして、存在するものに関する根源的かつ厳密な知識の探求がはじまるとき、それは必然的に意識全体の解明として展開されなくてはならなかった、ということである。

### ノエマ／ノエシス
志向性が現象学においてどのような役割を持つ概念であるのかをみたことによって、意識と対象の相関関係としての志向性の具体的な分析へと立ち入ることが可能となったわけであるが、この志向性の分析にもちいられるのが、ノエシスまたはノエマの概念である。
志向的分析は意識の本質構造である志向性の分析として展開していくが、この志向性の作用的側面をノエシス、対象的側面をノエマという。志向性の具体的形態が志向的体験であり、志向的体験の内在的な作用的側面がノエシスであり、超越的な対象的側面がノエマであるということもできる。どのような志向的体験もおのれのうちにノエマを持ち、そのノエマもまた意味を持ち、この意味によって対象と関係している。ノエシスは、まず意識に感覚与件などのヒュレー（素材）的契機が与えられ、それがノエシス的契機によって意味付与また統握されることによって活性化されることであり、これらの過程はすべて志向的体験に内在しておりその実的成素を構成している。これに対してノエマは志向的体験の実的ではない構成要素ということができ、ノエマ的意味という意味化された対象の規定の契機を持ち、このノエマ的意味という内実に、対象がいかにあるかという作用的な存在性格の様相すなわちノエマにおけるノエシス的契機をふくむことによって、充実したノエマあるいはまったきノエマとなる。つまり、たとえば林檎という対象の知覚の志向的体験をこのノエシスとノエマの分類に従って分析していくと、まずわれわれの感官にある感覚与件が与えられ、それを意味付与的なノエシス的作用が統握することによって林檎という対象が認識され、またそのさいに統握された林檎のノエマ的意味が、現実性やあるいは架空性といった様相において捉えることによって眼前にある林檎という対象へと構成される。
さらに、ノエマの存在性格の様相には原型的性格と派生的性格があり、これらの性格は意識変様のさまざまな可能性をあらわしている。この変様はノエマにおいて、ノエマ自体の段階的性格を示すものとして刻みこまれており、派生的段階にあるノエマは原型的なノエマへの内的な関係を持っている。そして、この内的な関係によってノエマ的反省が各ノエマの段階を遡及して原型へと到達することができる。このノエマ的反省の方法が確立されたことによって、意識のあらゆる潜在的志向性を顕在的な所与へともたらすことが可能となった。これは現象学におけるひとつの画期であり、のちの発生的現象学の発展を約束するものとなった。しかし、『イデーン』第一巻のなかであきらかにされたこの志向的分析の方法は、いまだ形式的かつ静態的なものにとどまっており、意識の諸変様が本来動態的なものでその意識への遡及的分析もまた動態的なものとならざるをえないことを十分に訴えてはいない。この「意識の歴史性」の展開こそが、発生的現象学へとつながる。

## 現象学運動
1900年にフッサールの『論理学研究』が出されると、ミュンヘン大学の心理学者テオドール・リップス門下のアレクサンダー・プフェンダーらの共感を呼んだ。1905年にはフッサールのゲッティンゲン大学とミュンヘン大学の間で学的交流が開始され、いわゆる「現象学運動」が開始された。1906年にはマックス・シェーラーがイェーナ大学からミュンヘン大学に移籍し、この運動に合流した。1913年からの『現象学年報』刊行はその一つの結実であった。この初期の、ミュンヘン大学を中心に展開した現象学運動を「ミュンヘン学派」あるいは「ミュンヘン現象学」と呼ぶ。次第にフッサールとミュンヘン学派は思想的相違から懸隔を生じさせ、1916年にフッサールがフライブルク大学へ移る頃には、その対立は決定的になっていた。
フライブルク時代のフッサールはあまり表面に出ることはなかったが、この時期に重要な作業研究に打ち込み、また多くの後継者を育成した。とくにこの「フライブルク現象学」時代に彼の後継者として現れ、現象学の存在論的発展を切り開いたのがハイデガーである。1927年『現象学年報』誌上に発表されたハイデガーの『存在と時間』は、現象および現象学に明確な規定を定め、さらにフッサールの、意識を純粋存在とみなす考えを批判し、実存的な人間存在である現存在の存在体制としての「世界・内・存在」構造の分析が進められた。ハイデガーはさらに『根拠の本質について』、『形而上学とは何か』で現象学的存在論を深めたが、1930年代には方法的限界を示唆するようになった。
第二次世界大戦後、現象学はフランスに場を移して発展した。
フランスでの現象学哲学者としては、サルトル、レヴィナス、メルロ＝ポンティ、ミシェル・アンリ、チャン・デュク・タオ、ポール・リクール、アロン・ギュルヴィッチ、ジャン・フランソワ・リオタール、ジャック・デリダなどがいる。

## 他の学問における現象学
現在、科学の様々な分野において現象学的な態度が取りざたされている。けれども、ここでいう現象学的態度はフッサールの現象学やフッサールに引き続く哲学者たちによるこの語の使用とは異なっていることがあり、それは思想としての現象学が単なる事実の記述にとどまらないことによる。現象学的記述の備わった最も科学的な取り組みは、意味内容の現象学のより根源的な意味による。そのため科学的な取り組みは例えば形相的還元のようなものを行わない。けれども、古典的な法の現象学のような現象学の分枝においても本来の現象学的方法がまだ保たれているということを直視しなければならない。
「現象学的」なる造語は一般科学でしばしば使われ、そのうえ事柄は単に「現象的」という意味であることがある。しかし現象的なものはさしあたって仮象であり、裏に隠された真実などではなく、あるいは単なる現象であって、認識に対して物理的、あるいは精神的存在に注意を払わせているのではない。こうした「現象」主義、実在論の反対である主観的観念論の一変種の初期の実証主義によって現象学は混乱させられる。志向性やエポケーに対する精確な考察及びその結果によって実証主義との違いが明らかになる。

### 法の現象学
法の現象学はエドムント・フッサールにまで遡り、まず第一に法哲学者のアドルフ・ライナッハによって分化させられた。ヴィルヘルム・シャップはフッサールの弟子でもあるが、初めのうちはライナッハによる批判の作業を引き継いでいたが、後にライナッハから離反して独自の歴史現象学を発展させた。その他の歴史現象学者のように彼らは現象学を基盤としてその上に答えを見つけようとしたが、それは正しかった。あるいは現象学的な言い回しをすれば、法の本性はなんであるか。法の現象学はドイツやオランダでもまばらに信奉者を得たが、イタリアやスペインで最も有力である。

### 自然科学における現象学的取り組み
研究計画の上で実験データを「初めに概観」すること、系統だった科学的活動の最初の局面(資料の収集)はしばしば現象学と呼ばれる。ここで「現象学的」というのは事象そのものを記述するための事実を特に意味している。だから実験の過程は可能な限り理論の助けを借りずに記述され(理論それ自体はただ実験の上部構造及び過程を定めるだけだから、それは条件付きで自然でありうるにすぎない)、概念における人の思考を解釈せず、単に起こったことが観察される。現象という概念は、ここでは基礎に対してあるが、自然主義的現象はなるほど深い物ではあるが、論理的・理性的に把握できるような真理が奥底に横たわっているということは絶対にありえない。

### 治療の理論における現象学的態度
ゲシュタルト療法、会話療法、あるいはロゴセラピーといった人の治療の理論において、現象学はしばしば認識論の道具として表面に乗り出している。フッサールに加えて、マルティン・ブーバーのような哲学者もエマニュエル・レヴィナスのような現象学者も言及された。カール・ヤスパースは精神病理学的現象学の創立者である。拙速な解釈に対して慎重になることが全ての理論に共通で、理論が完全になることを望まず、むしろ他の経験の自立性が配慮されるとともに徐々に具体的になっていく日常の経験的領域が結合していくようである。 それに伴って彼らは確かに単に方法論的な接近方式としての現象学を考察する。フッサールが理論をとてもうまく運用して反射的な記述を実行することはこういった療法の実行においては表面化しない。反射的な精密さと超越論的問題性はこういって実行においては議題とはならない。こういう点で現象学の語法はフッサールの思想においては単に限定された意味で現象学的であって、現象学に対して理論的な基盤がある、たんに観念連合的なのである。

## 現象学者及び現象学に影響を与えた理論家
- フランツ・ブレンターノ
- アレクシウス・マイノング
- エトムント・フッサール
- エルンスト・マッハ
- マルティン・ハイデッガー
- マックス・シェーラー
- ヘルムート・プレスナー
- ニコライ・ハルトマン
- オスカー・ベッカー
- ハンス・リップス
- ガブリエル・マルセル
- ローマン・インガルデン
- ルードヴィッヒ・ラントグレーベ
- オイゲン・フィンク
- ジャン＝ポール・サルトル
- モーリス・メルロー＝ポンティ
- エマニュエル・レヴィナス
- マックス・ミューラー
- ミシェル・アンリ
- ゲルト・ブラント
- ハインリヒ・ロムバッハ
- ヘルマン・シュミッツ
- アントニオ・アグィーレ
- ミヒャエル・トイニッセン
- ベルンハルト・ヴァルデンフェルス
- ミゲル・ガルシア＝バロー (Miguel García-Baró)
- ウルリッヒ・クレスゲス
- オスカー・ヴルフ
- ヤン・パトチカ
- アルフレート・シュッツ
- ダン・ザハヴィ(Dan Zahavi)

### 人物（日本）
- 大森荘蔵
- 小川侃
- 加藤尚武
- 木田元
- 九鬼周造
- 合田正人
- 西條剛央
- 斎藤慶典
- 高橋里美
- 高橋哲哉
- 滝浦静雄
- 竹内芳郎
- 田辺元
- 谷徹
- 竹田青嗣
- 西田幾多郎
- 新田義弘
- 貫成人
- 野家啓一
- 廣松渉
- 三島憲一
- 務台理作
- 村田純一
- 山口一郎
- 和辻哲郎
- 渡邊二郎
- 鷲田清一
- 永井晋
- 堀栄造
- 八重樫徹